# Dorylomorpha
Dorylomorpha är ett släkte av tvåvingar. Dorylomorpha ingår i familjen ögonflugor.

## Dottertaxa tillDorylomorpha, i alfabetisk ordning[1][2]
- Dorylomorpha abdochaetus
- Dorylomorpha abdoflavus
- Dorylomorpha aberrans
- Dorylomorpha aczeli
- Dorylomorpha alaskensis
- Dorylomorpha albitarsis
- Dorylomorpha albrechti
- Dorylomorpha amurensis
- Dorylomorpha anderssoni
- Dorylomorpha appendiculata
- Dorylomorpha asiatica
- Dorylomorpha atramontensis
- Dorylomorpha beckeri
- Dorylomorpha borealis
- Dorylomorpha burmanica
- Dorylomorpha canadensis
- Dorylomorpha caudelli
- Dorylomorpha clavata
- Dorylomorpha clavifemora
- Dorylomorpha clavipes
- Dorylomorpha confracta
- Dorylomorpha confusa
- Dorylomorpha dispar
- Dorylomorpha exilis
- Dorylomorpha extricata
- Dorylomorpha extricatoides
- Dorylomorpha fennica
- Dorylomorpha flavolateralis
- Dorylomorpha flavomaculata
- Dorylomorpha flavoscutellaris
- Dorylomorpha fulvitarsis
- Dorylomorpha hackmani
- Dorylomorpha haemorrhoidalis
- Dorylomorpha hardyi
- Dorylomorpha hungarica
- Dorylomorpha imparata
- Dorylomorpha improvisa
- Dorylomorpha incognita
- Dorylomorpha indica
- Dorylomorpha infirmata
- Dorylomorpha insulana
- Dorylomorpha kambaitiensis
- Dorylomorpha kamchatkensis
- Dorylomorpha karelica
- Dorylomorpha koreana
- Dorylomorpha kurodakensis
- Dorylomorpha kuznetzovi
- Dorylomorpha laeta
- Dorylomorpha laticlavia
- Dorylomorpha latifrons
- Dorylomorpha lautereri
- Dorylomorpha lenkoi
- Dorylomorpha maculata
- Dorylomorpha malaisei
- Dorylomorpha mongolorum
- Dorylomorpha montivaga
- Dorylomorpha neglecta
- Dorylomorpha occidens
- Dorylomorpha onegensis
- Dorylomorpha orientalis
- Dorylomorpha platystylis
- Dorylomorpha praetermissa
- Dorylomorpha rectitermina
- Dorylomorpha reveloi
- Dorylomorpha rufipes
- Dorylomorpha sachalinensis
- Dorylomorpha semiclavata
- Dorylomorpha shatalkini
- Dorylomorpha similis
- Dorylomorpha simplex
- Dorylomorpha sinensis
- Dorylomorpha spinosa
- Dorylomorpha spinulosa
- Dorylomorpha stelviana
- Dorylomorpha stenozona
- Dorylomorpha subclavata
- Dorylomorpha tanasijtshuki
- Dorylomorpha translucens
- Dorylomorpha tridentata
- Dorylomorpha ussuriana
- Dorylomorpha valida
- Dorylomorpha xanthocera
- Dorylomorpha xanthopus
- Dorylomorpha yamagishii
- Dorylomorpha yanoi